# Nuevo San Carlos
Nuevo San Carlos – miasto na południowym zachodzie Gwatemali, w departamencie Retalhuleu. Według danych szacunkowych z 2012 roku liczba mieszkańców wynosiła 15 439 osób. 
Nuevo San Carlos leży w odległości około 10 km na północ od stolicy departamentu – miasta Retalhuleu. Miasto leży na wysokości 375 m n.p.m. u podnóża gór Sierra Madre de Chiapas. W mieście znajduje się przemysł spożywczy i włókienniczy.

## Gmina Nuevo San Carlos
Miasto jest siedzibą władz gminy o tej samej nazwie, która jest jedną z dziewięciu gmin w departamencie. W 2012 roku gmina liczyła 31 919 mieszkańców.
Gmina jak na warunki Gwatemali jest nieduża, a jej powierzchnia obejmuje 64 km².